# Wintersdorf (Rastatt)
Wintersdorf ist ein Stadtteil der Kreisstadt Rastatt in Baden-Württemberg. 

## Geografie
Wintersdorf hat heute rund 1936 Einwohner. Der Ort liegt im Rheintal im mittelbadischen Teil der Oberrheinischen Tiefebene östlich des Rhein auf 115 m Höhe. Die nächsten Orte sind Ottersdorf im Nordosten, Iffezheim im Südosten und Beinheim auf der westlichen Rheinseite im Elsass in Frankreich. Mit Plittersdorf und Ottersdorf bildet Wintersdorf das sogenannte Ried. Wintersdorf (Baden) liegt an der Bahnstrecke Steinbourg–Rastatt.

## Geschichte
Die erste urkundliche Erwähnung des Ortes als Uuinidharesdorf stammt aus dem Jahr 799. Anlässlich der Gebiets- und Kreisreform wurde Wintersdorf am 31. März 1974 in die Kreisstadt Rastatt eingemeindet.

## Ortschaftsrat
Von den zehn Sitzen im Ortschaftsrat hat die CDU seit der Kommunalwahl 2014 fünf Sitze, die SPD vier Sitze und die Freien Wähler einen Sitz.

## Siehe auch

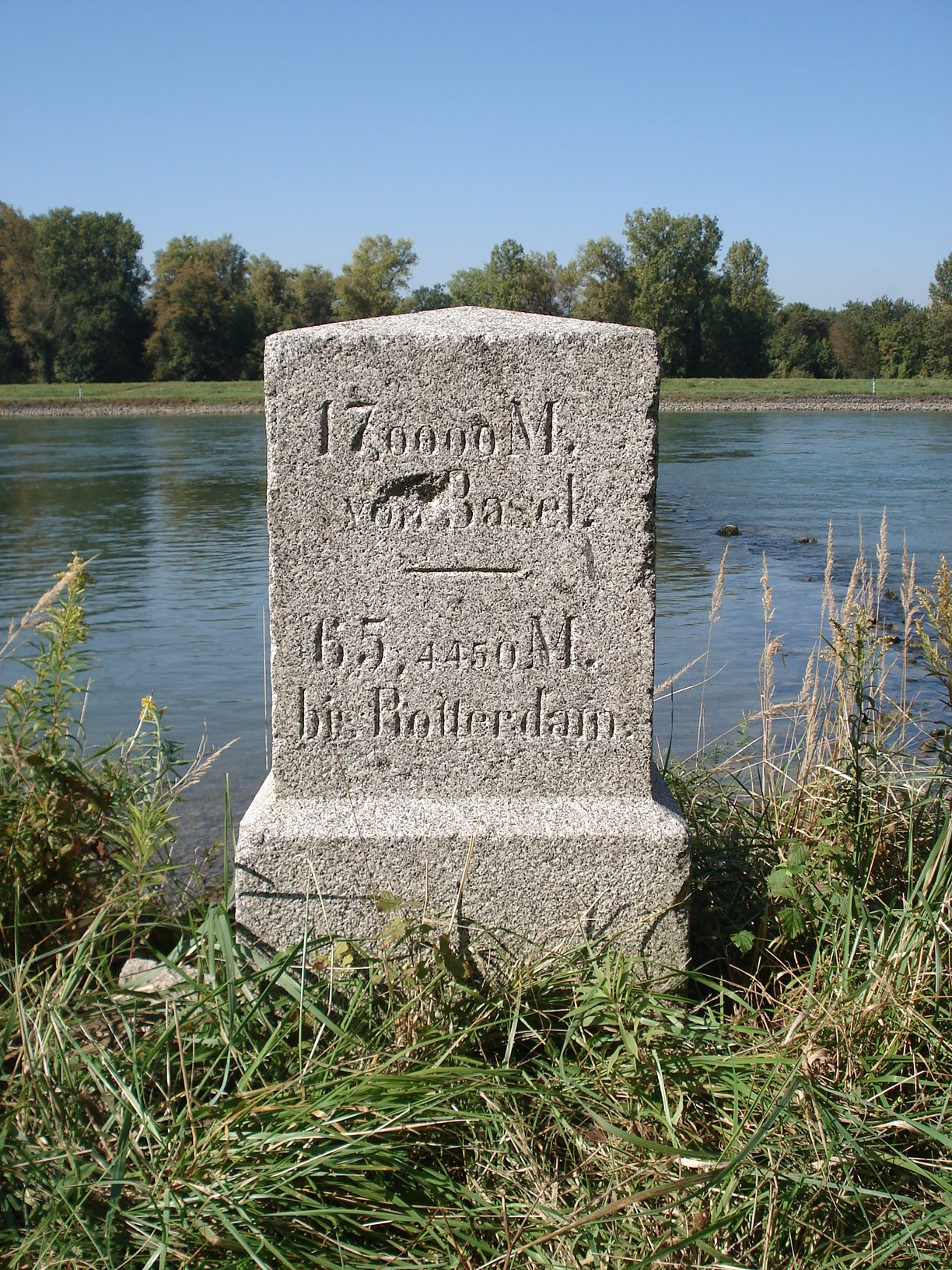
Myriameterstein 17 in Wintersdorf